# Seznam slovenskih pisateljev, ki so umrli nasilne smrti na strani NOB
Seznam slovenskih pisateljev, ki so umrli nasilne smrti na strani NOB, vključuje pesnike, pisatelje, dramatike, esejiste in literarne zgodovinarje, umrle v taborišču, ustreljene med talci, padle v boju ali kako drugače kot žrtve v narodnoosvobodilnem boju 1941–1945.
- Ivo Brnčić (1912–1943), kot hrvaški domobranec sodeloval s partizani in skušal prebegniti k njim, ubit neznano kje
- Ivan Čampa (1914–1942), mučen in ustreljen od Italijanov kot aktivist OF
- Anica Černej (1900–1944), umrla v podružnici taborišča Ravensbrück
- Tone Čokan (1916–1942), ubit v partizanih v sumljivih okoliščinah[op. 1]
- Tone Čufar (1914–1942), ustreljen na begu s transporta iz taborišča Gonars v zapore v Begunjah
- Karel Destovnik - Kajuh (1922–1944), narodni heroj, padel v partizanih pod strelom slovenskega orožnika
- Ciril Drekonja (1896–1944), ustreljen kot talec
- Bogo Flander - Klusov Joža (1918–1944), padel v partizanih v napadu ustaške postojanke na Hrvaškem
- Julius Fučík (1903–1943), češki sodelavec revije Dom in svet, interniran, obsojen in obešen v Berlinu[op. 1]
- Ana Gale (1909–1944), ubita od domobrancev
- Ivo Grahor (1902–1944), umrl v taborišču Dachau
- Katarina Haderlap (1904–1944) roj. Miklav, umrla v taborišču Ravensbrück[op. 1]
- Ivan Hribar (1851–1941), napravil samomor ob italijanski okupaciji[op. 1]
- Mara Hus (1900–1944), padla v partizanih pod nemškimi streli v Banjaluki
- Adolf Jakhel (1910–1942), padel v partizanih v napadu na Turjak
- Miran Jarc (1900–1942), padel v partizanih med roško ofenzivo
- Maks Jeza (1918–1944), padel v partizanih
- Jože Kerenčič (1918–1941), narodni heroj, organizator OF, ustreljen v mariborskih zaporih
- Janez Klarič (1920–1942), padel kot partizan med roško ofenzivo[op. 1]
- Edvard Kokolj (1911–1945), padel v partizanih
- Ivan Korošec (1915–1942), padel v partizanih
- Vinko Košak ( 1903–1942), ustreljen kot talec
- France Kozar ( 1904–1944), padel v partizanih nekje v Zgornji Savinjski dolini
- Vito Kraigher (1911–1945), ujet kot partizan, mučen in ustreljen od domobrancev pri Turjaku
- Naci Kranjec - Pajlin (1916–1945), ujet kot partizan, umrl v taborišču Dachau
- Anton Krošl (1905–1945), vodja Narodne legije, ki ni bila vključena ne v OF ne v Slovensko zavezo, interniran v Dachau, umrl v zavezniškem bombardiranju nemške ladje, ki je prevažala taboriščnike[op. 1]
- Ferdinand Majnik (1905–1944), alpinist, smučarski učitelj in avtor literariziranega smučarskega priročnika Bele gazi, padel v partizanih
- Vladimir Martelanc (1905–1944), umrl v taborišču Natzweiler-Struthof
- France Mesesnel (1894–1945), ustreljen od domobrancev pri Turjaku
- Jože Moškrič (1902–1943), narodni heroj, padel v partizanih pod streli vaške straže
- Josef Pata (1886–1942), češki prevajalec Ksaverja Meška, ustreljen kot talec v Pragi[op. 1]
- Avgust Pirjevec (1887–1943), umrl v taborišču Mauthausen
- Ivo Peruzzi (1893–1945), ?, napravil samomor[op. 1]
- Ivan Pucelj (1877–1945), umrl v taborišču Dachau[op. 1]
- Ivan Rob (1908–1943), ujet kot partizan in ustreljen kot talec
- Tatjana Sajovic (1924–1945), padla v partizanih[op. 1]
- Slavko Savinšek (1897–1942), ustreljen v Beogradu od Nemcev kot talec, menda mihajlovičevec
- Valentin Sever (1903–1945), aktivist OF, umrl v taborišču Buchenwald[op. 1]
- Maks Sorgo (1918–1944), nemški vojak, pogrešan v Franciji, potem ko se je zagovarjal pred vojnim sodiščem[op. 1]
- Aleš Stanovnik (1901–1942), aktivist OF, ustreljen kot talec[op. 1]
- Karel Starc (1920–1944), umrl neznano kje po prebegu iz nemške vojske na rusko stran[op. 1]
- Tone Šifrer (1911–1942), ustreljen v taborišču Mauthausen
- Karel Širok (1889–1942), ustreljen kot talec v Begunjah
- Franc Šturm (1881–1944), ustanovitelj OF, ubit neznano kje od domobrancev
- Zmago Švajger (1910–1942), kot aktivist OF ujet od domobrancev in ustreljen od Italijanov
- Janez Tominc (1921–1942), ubit kot aktivist OF od vaščanov Ambrusa, ki so bili prav tako v OF[op. 1]
- Alojz Turk (1893–1944), literarni zgodovinar, umrl po internaciji v taborišču Monigo 1942[op. 1]
- Josip Vandot (1884–1944), umrl v zavezniškem letalskem bombardiranju na Hrvaškem
- Fran Vidic (1872–1944), literarni zgodovinar, ustreljen kot aktivist OF med talci v Begunjah
- Oton Vrhunec - Blaž Ostrovrhar (1915–1945), padel v partizanih v spopadu z domobranci (ranjen napravil samomor)
- Stanko Vuk (1912–1944), ubit od neznancev tik pred odhodom v partizane
- Jožef Zazula (1870–1944), izseljen na Hrvaško, umrl v velikem pomanjkanju[op. 1]
- Avgust Žigon (1887–1941), literarni zgodovinar, ustreljen kot naključna žrtev italijanske okupacijske patrulje
- Tone Žnidarič - Štefan 1913–1944), umrl v partizanih za posledicami nesreče z orožjem